# Контрудар під Куутерселькя
Шаблон:Радянсько-фінська війна (1941—1944))
Контрудар під Куутерселькя (сучасна назва Лєбяжьє) — один з моментів радянсько-фінської війни 1941—1944 років, є частиною радянського наступу 1944 року.

## Загальні дані
9 червня 1944 року починається добре підготований радянський наступ на фінському фронті; 10 червня червоноармійці після артилерійської та авіаційної підготовки проривають першу лінію оборони на Карельському перешийку. Фінське керівництво наказує військам відступити на другу, так звану VT-лінію, як на основну оборонну лінію; маршал Маннергейм наказує перекинути туди всі наявні резерви, в тому числі Фінську бронетанкову дивізію (командир — генерал Ернст Рубен Лагус).
В терміновому порядку фінське керівництво для ліквідування прориву перекидає резервні частини — 3-тя піхотна дивізія, кавалерійська дивізія, танкова дивізія, інші резервні частини — в смугу оборони 4-го армійського корпусу (генерал Тааветі Лаатікайнен); дані дії не надто змінили розстановку сил. З огляду на загрозу повного знищення до вечора 10 червня фінське військове керівництво віддає наказ відходити на другу лінію оборони.

## Перебій бойових дій
11 червня продовжується наступ підрозділів 21-ї армії; для покращення результатів керівництво організовує дві мобільні групи. До першої групи увійшла 152-а танкова бригада та 26-й гвардійський танковий полк, до другої — 1-ша Червонопрапорна танкова бригада та 27-й гвардійський танковий полк. Перша мобільна група підпорядковується 109-у корпусу, друга — 30-у гвардійському.
Фінська танкова група того дня підбила 17 радянських танків, піхотна бригада в бою втратила понад 200 чоловік (близько 1/10 від тодішнього складу). Наступними днями бронетанкова група розділена на дві частини — як резерв позаду VT-лінії, 12−13 червня підрозділи використовувалися проти розвідувальних радянських атак.
Ввечері 13 червня частини 72-ї стрілецької дивізії 109-го стрілецького корпусу та танки 186-го окремого танкового полку, рухаючись по шосе Райвола — Куутерселькя — Лійкола, підходять до фінської оборонної лінії та починають розвідувальні дії, в ході яки встановлено, що перед селом Куутерселькя охоронна лінія з 23 бетонних споруд. В бою того дня підрозділ майора Керавуорі втратив близько 300 бійців, відходить за гребінь висоти.
Вранці 14 червня, близько 7-ї ранку підрозділи 21-ї армії опісля масованої артилерійської підготовки та повітряного удару розпочинають операцію по подоланню другої смуги фінської оборони — плацдарм склав 300 метрів завширшки та 600 вглиб. Після запеклого багатогодинного бою підрозділи 109-го стрілецького корпусу за підтримки 1-ї Червонопрапорної танкової бригади, що наступали вздовж Виборзької залізниці, змогли зайняти потужний вузол фінської оборони Куутерселькя (там тримав оборону переформатований 53-й піхотний полк, що відносився до складу 3-ї дивізії), пізніше — опорним пунктом Мустамякі. Через запеклий опір та неодноразові контратаки фінських сил повністю подолати другу смугу оборони радянським частинам не вдалося повністю, хоча початок прориву стався по 9-й ранку. Близько 18-ї вечора піхота з 40 радянськими танками вибиває фінів з Куутерселькя — 48-й та 53-й піхотні полки та підоспілий 2-й єгерський батальйон, на південний берег озера Онкіярві. По радянських звітах, в тих боях фіни втратили лишень зі складу 2-го батальйону 53-го піхотного полку вбитими, пораненими та пропалими безвісти близько 300 чоловік.
15 червня для розширення прориву, досягнутого силами 281-ї стрілецької дивізії, у бій під Куутерселькя вводиться 117-у стрілецьку дивізію.
Кілька фінських піхотних батальйонів — 2-й, 3-й та 4-й єгерські, котрі мали на озброєнні фаустпатрони, поблизу Куутерселькя за підтримки самохідних гармат Stug III з наказу генерал-майора Пайярі переходять уночі в контратаку під орудою полковника Пурома та захоплюють зненацька радянські танкові підрозділи.
Близько 22-30 починається фінська контратака, через півгодини 20 фінських бомбардувальників завдають удару по радянських розташуваннях. Прорвавшись, фіни підбивають 4 Т-34, але були пошкоджені й дві самохідки, єгері при штурмі зазнали втрат й вибити з прилеглого лісу радянські роти не змогли.
219-й мінометний полк 18-ї мінометної бригади 15-ї артилерійської дивізії прориву підполковника Георгія Шепелєва 15 червня 7 разів відбив атаки, 3 з яких закінчувалися рукопашними зіткненнями. 21 червня Георгій Шепелєв представлений до звання Героя Радянського Союзу.
До 8-ї ранку фінські солдати таки змогли пробитися до попередніх укріплень, прорив звузився до 50 метрів, однак радянські важкі артилерійські батареї своїм вогнем змусили їх залягти. Коректував вогонь командир відділення розвідки 667-го гаубичного артилерійського полку старшина Михайло Русанов; узяв участь у відбитті 3 контратак, з протитанкової рушниці підбив танк та знищив кілька кулеметних точок. 18 листопада 1944 року вдостоєний звання Героя Радянського Союзу.
Частини 72-ї стрілецької дивізії зуміли стримати фінський наступ та незабаром переважаючою силою за підтримки штурмовиків Іл-2 примусили відступити, фінські втрати склали близько 100 вбитими, також 5 САУ; згідно фінських даних, в ході контрудару було знищено 17 радянських танків Т-34, 26 гармат та багато вантажівок. Після бою 16 червня фінські бронесили та піхота відійшли на відстань 1,5 км від Куутерселькя на перешийок між озерами Суулаярві (Нахімовське) та Онкіярві. Фінський батальйон штурмових гармат в боях втратив 24 вояки та 5 самохідних гармат, підрозділ полковника Пурома — вбитими 79, пропалими безвісти 82, пораненими 466 чоловік.

## Джерело
- http://xn--h1akbcg9c.xn--p1ai/index.php?name=pages&op=view&id=6 [Архівовано 13 квітня 2014 у Wayback Machine.]